# Višje sodišče v Celju
Višje sodišče v Celju je višje sodišče Republike Slovenije s sedežem v Celju. Predsednik sodišča je višji sodnik svétnik Branko Aubreht.
Pod to višje sodišče spadajo naslednja okrajna sodišča:
- Okrajno sodišče v Celju
- Okrajno sodišče v Slovenskih Konjicah
- Okrajno sodišče v Šentjurju
- Okrajno sodišče v Šmarju pri Jelšah
- Okrajno sodišče v Velenju
- Okrajno sodišče v Žalcu

in Okrožno sodišče v Celju.

## Seznam sodnikov Višjega sodišča v Celju

### Oddelek za kazensko sodstvo in prekrške
Jožica Arh Petković
Branko Aubreht
dr. Saša Kmet
mag. Mojca Turinek 
Barbara Žumer Kunc

### Oddelek za gospodarsko sodstvo
mag. Aleksander Urankar 
Sabina Zakošek

### Oddelek za civilno sodstvo
Nataša Gregorič
Tatjana Kamenšek - Krajnc
Katarina Lenarčič
Karolina Pečnik 
Petra Robič Verbovšek 
Aleksander Šmid.